# Hỏa hoàng
Hỏa hoàng (danh pháp hai phần: Crossandra infundibuliformis) là một loài thực vật có hoa trong họ Ô rô. Loài này được (L.) Nees mô tả khoa học đầu tiên năm 1832.

## Hình ảnh

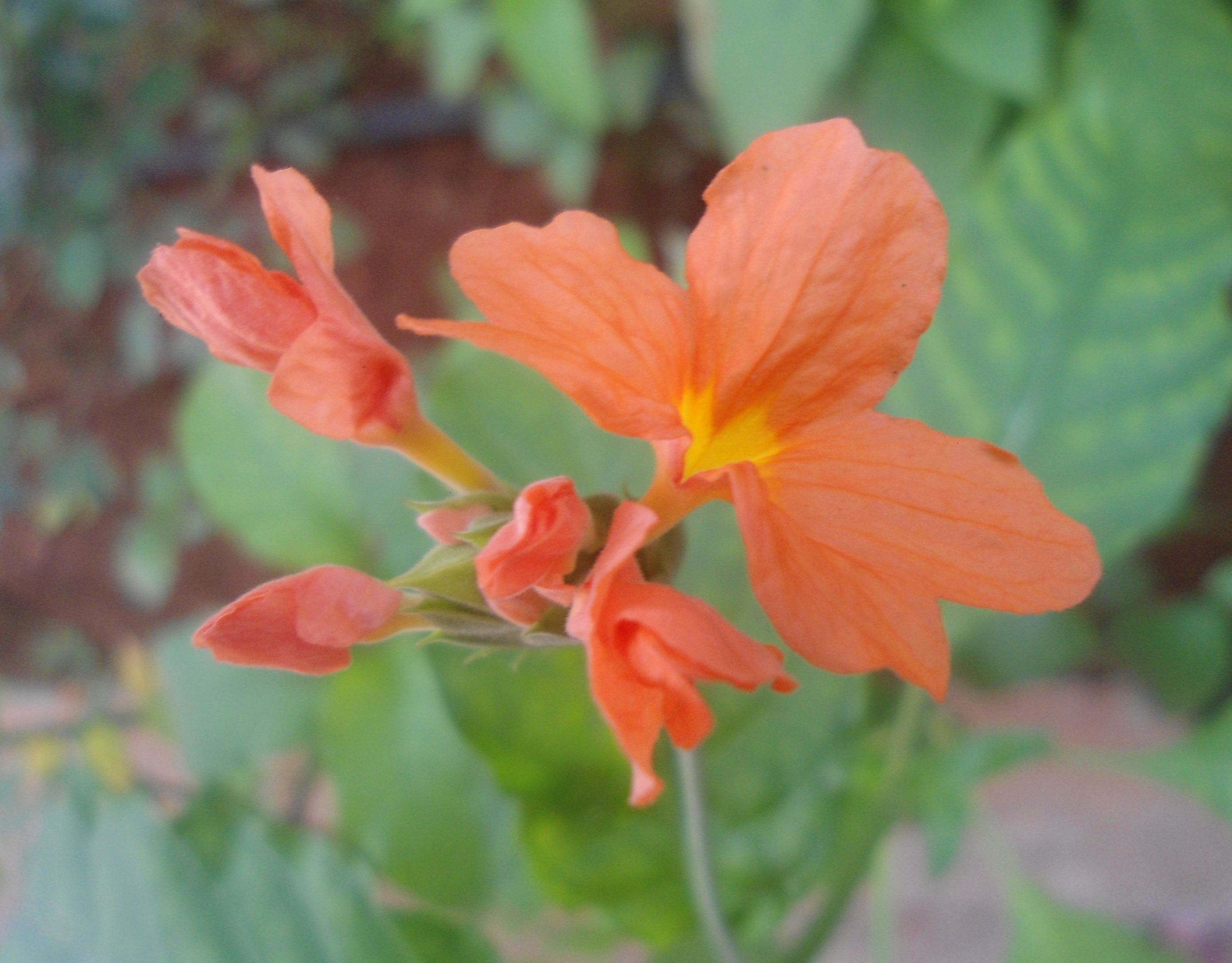
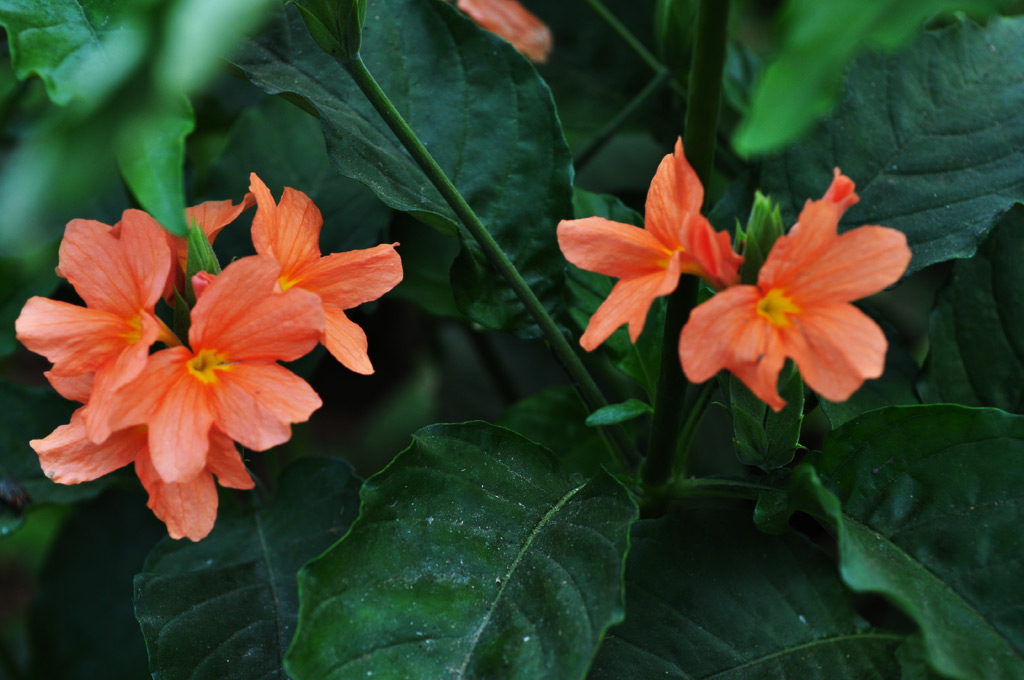
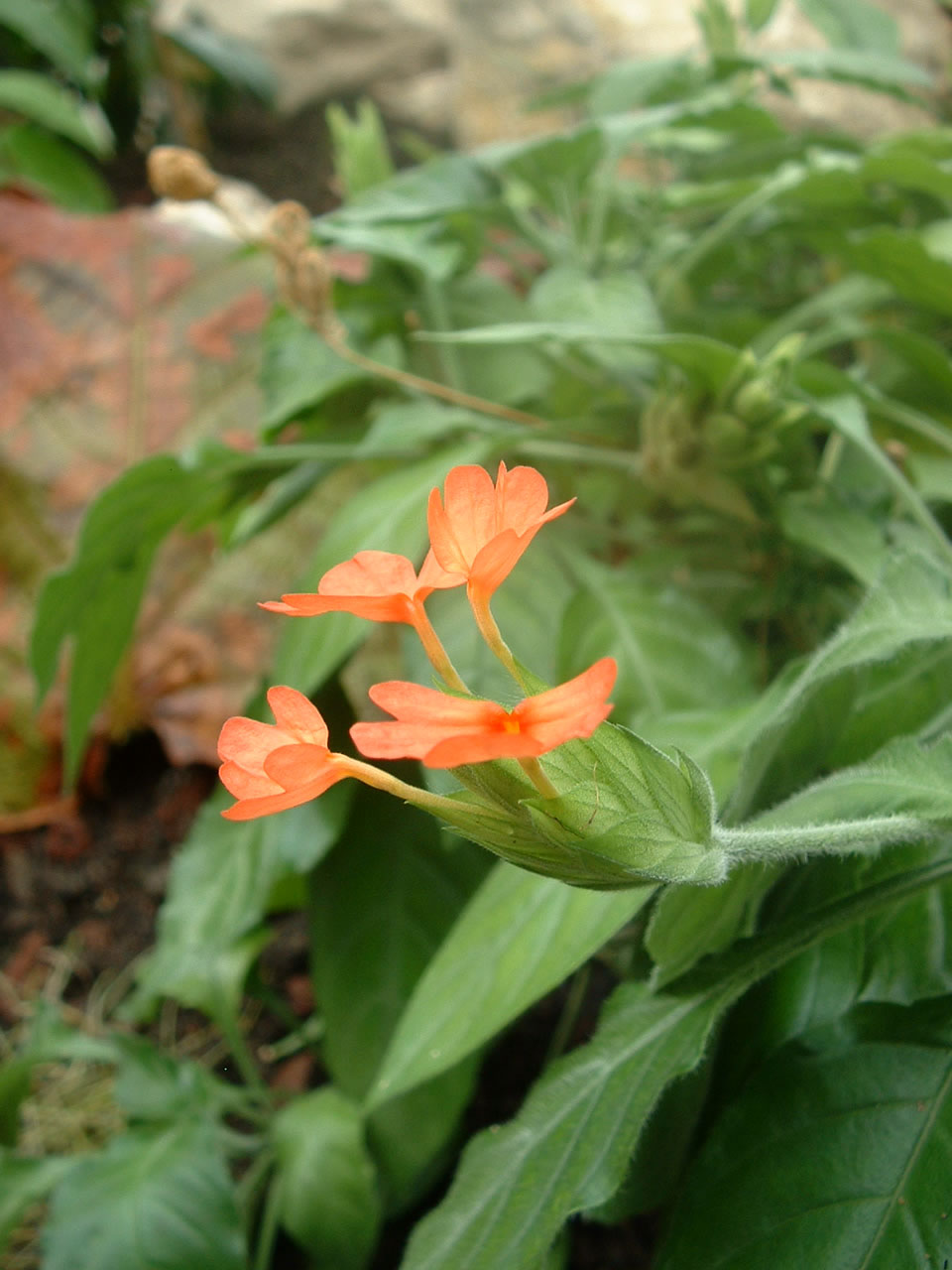
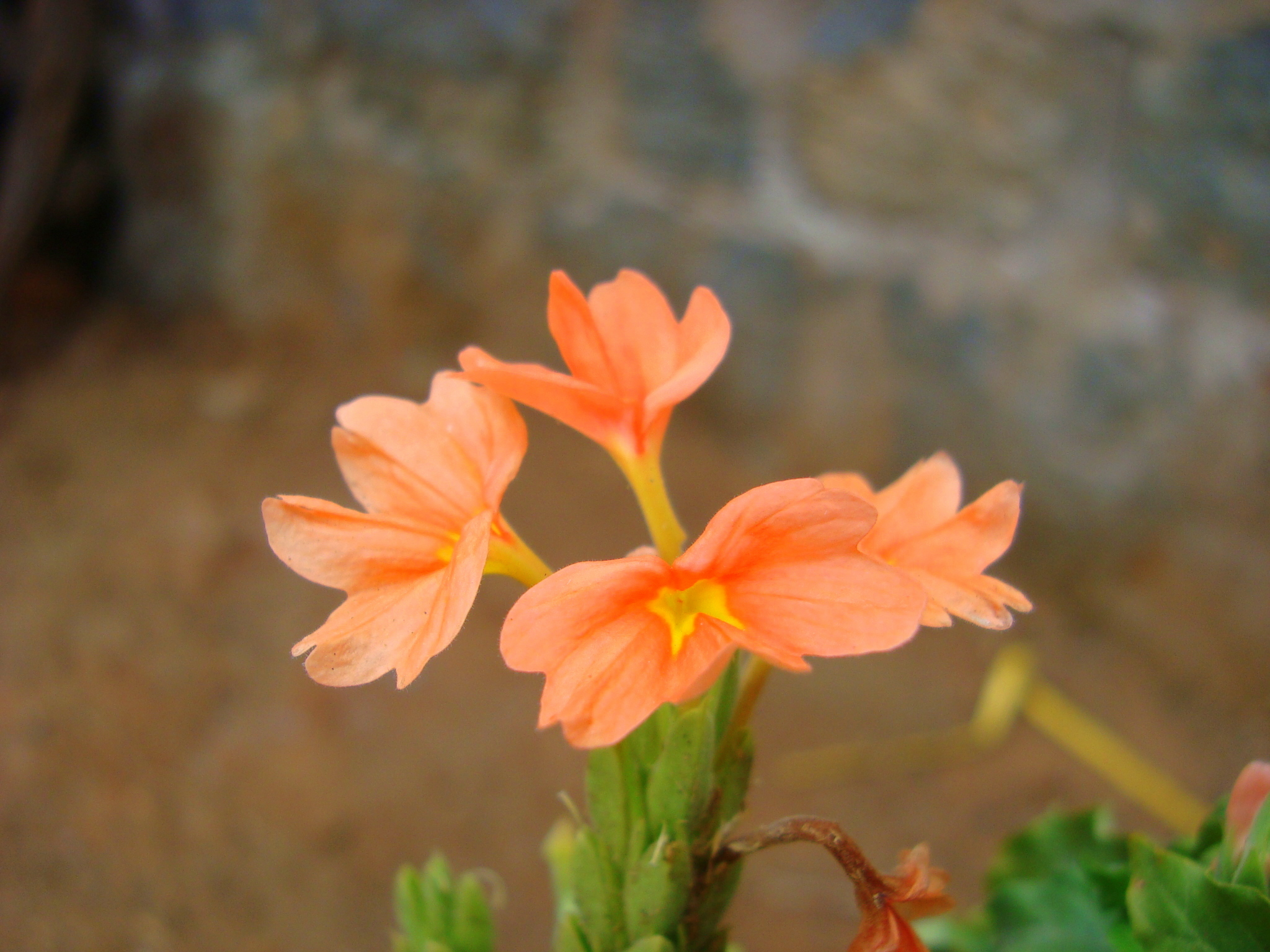